# Claude et Denise Millet
Cet article court présente un sujet plus développé dans : Claude Millet (dessinateur) et Denise Millet.
Pour les articles homonymes, voir Millet.
Claude et Denise Millet forment un couple de dessinateurs, coloristes et illustrateurs français qui ont surtout travaillé en littérature jeunesse. Ils se sont rencontrés en étudiant le dessin aux Arts décoratifs de Paris. 